# Пилатус (планина)
Пилатус (Pilatus, известна и като Монт Пилатус) е варовикова планина в района на Ементалските Алпи, близо до Фирвалдщетското езеро. Увенчана е от няколко връхчета, от които най-високо е Томлисхорн (2128 м). Намира се южно от град Люцерн, откъдето е лесно достъпна. Известна е с това, че на върха ѝ е изградена панорамна площадка, от която към езерото се разкрива неповторима гледка. През 1889 г. за достигане до нея е открита най-стръмната в света зъбчата железница. Известна е като Pilatusbahn или още Червения влак. Тя функционира от май до ноември и изкачването е съпроводено с поглед към околните планински ливади, осеяни с малки гори. От 1956 г. е пуснат и лифт, който днес е модернизиран. За разлика от железницата, той се изкачва до върха само за 5 минути.

Планината е наречена на Пилат Понтийски - римският управител, който осъжда Исус на смърт. Затова за местното население тя е страховита и загадъчна, а легендите разказват, че е обитавана от духове и великани. Неслучайно през 1387 г. кантонът Люцерн забранява посещаването на планината и тази забрана остава в сила няколко века. Но ентусиазмът на цюрихския индустриалец Едуард Лохер да построи железницата, считано в началото за лудост, отваря възможностите за посещения на туристи. Днес хиляди от тях намират начин да изкачат известната планина, за да се насладят на красивите гледки. Най-предпочитаният маршрут е наречен „Златната обиколка“.
- Панорамна гледка от върха
- Зъбчатата железница
- Планината се посещава от много парапланеристи.
- Горната станция на лифта